# Bágyi felirat
A Bágyi felirat egy rövid, székely írásos nyelvemlék.

## A megtalálás helye és ideje
A feliratot a Hargita megyei Homoródszentmártonhoz tartozó Bágyban, a református templom külső, déli-délkeleti támpillérén találták meg 2013-ban, amikor a felújítást végző kőművesek leverték a vakolatot.

## Leírása
A feliratot hordozó 65x35 cm-es követ, a földtől 150-160 cm magasan, fejjel lefelé illesztették a pillérbe.
A felirat hossza 47,2 cm, a betűk 2-7 cm magasak. A betűket határozottan vésték a kőbe, ma is jól olvashatók.

## Olvasata
Betűzése: ??RBNBNDK(CS)NALTA
Olvasata: 
- Szász Tibor András felsősófalvi református lelkész szerint: (N) uRBáN BaNDó CSiNÁLTA, ahol a kezdő (N) akár N(agyságos) vagy (é)N jelentéssel is bírhat.
- Ráduly János néprajzkutató szerint: oRBáN BeNeDeK CSiNÁLTA. Ezt támasztja alá, hogy a környéken elterjedt az Orbán vezetéknév és a Benedek keresztnév, sőt 1614-ből van feljegyzés egy Orbán Benedek nevű személyről is. Ugyanakkor lehetségesnek tartja, hogy a felirat két személy keresztnevét jelöli.

## Datálása
A felirat keletkezését a 13-16. század közöttire teszik.
- Szász Tibor András szerint a kő megmunkálása 13. századi jegyeket mutat, ezért a felirat ennél előbb nem keletkezhetett. Feltételezi, hogy a felirat a jelenlegi templom helyén állt Árpád-kori templom építésének, vagy a 15-16. század fordulóján történt átépítésének tényét rögzíti. A jelenlegi helyére beépítők - bár felismerték felirat jellegét, és igyekeztek látható díszhelyre tenni - olvasni már feltehetően nem tudták, ezért fejjel lefelé építették be.
- Ráduly János szerint a betűk között nincsenek az Árpád-korra utaló jelek (pl. nincs benne háromszög alakú K betű). Ha a támpillér a templom  1792–1804 közötti átépítésekor és kibővítésekor épült, akkor a fejjel lefelé történő beépítésből arra lehet következtetni, hogy a felirat előbb, a 15-16. századi előző átépítéskor készülhetett.